# 멕시코 중앙집권공화국
멕시코 공화국(스페인어: Mexican Republic), 또는 멕시코 중앙집권공화국(스페인어: República Centralista de México)은 1824년에 제정된 연방공화제 헌법을 폐지하고 중앙 집권이 있었던 시기의 멕시코였다. 그러나 1836년 텍사스 공화국이 독립하고, 1846년 4월, 멕시코-미국 전쟁(1846년 - 1848년)이 발발했기 때문에 1846년 8월 이전 헌법이 부활하여 합중국으로 복귀하였다. 인구는 1836년을 기준으로 7,843,132명, 1842년에는 7,016,300명이었고, 면적은 4,350,000km2였다.

## 역사

### 수립
멕시코 제1연방공화국의 보수주의자 대통령 부스타만테는 자유주의자들과 대통령인 산타 안나의 합작으로 쫓겨났다. 페드라자 대통령은 멕시코 의회를 소집하여, 1833년 1월 산타 안나는 대통령으로 당선되었다. 그는 부통령으로 발렌틴 고메스 파리아스(Valentín Gómez Farías)를 지명하고 멕시코의 국정운영을 거의 그에게 일임했다. 그러나 파리아스는 자유주의자였고, 당시 멕시코에서 특권계층이었던 가톨릭 교회와 군대의 특권을 줄이는 개혁을 시행하면서, 이에 우려를 느낀 보수주의자들이 산타 안나에게 기대기 시작했다. 산타 안나는 이들의 요청에 따라, 파리아스 부통령의 행정을 비난하며 가톨릭, 중앙집권적인 보수주의 정부를 수립했다. 그리고 파리아스 부통령과 그 지지자들은 모두 미국으로 도망쳤다. 독립한 해에 제정된 헌법은 7법(Siete Leyes)으로 교체되어, 강력한 중앙집권 정부를 수립하기 시작했다. 산타 안나는 군대의 지원을 받는 독재자로 등극했다.

### 산타 안나
당연하게도 코아우일라 이 테하스(Coahuila y Tejas, 현 미국 텍사스 주), 산 루이스 포토시(San Luis Potosí), 두랑고(Durango) 등 여러 주에서 직접적으로 반란을 일으키며 별도의 주 정부를 구성해 이에 맞섰다. 이 때 리오 그란데 공화국, 유카탄 공화국, 텍사스 공화국이 등장했으나, 텍사스만이 산타 안나의 진압 시도를 물리치고 독립을 유지했다. 이러한 반란은 산타 안나가 행한 패배한 적들에게 행한 보복이 더욱 부채질했다.
하지만 적어도 멕시코 내부에서는 산타 안나를 능가하는 군사지도자가 없어서 반란을 일으킨 주들은 하나씩 진압당하고 있었다. 당시 가장 부유하고 보급이 잘 되는 주였던 사카테카스(Zacatecas)의 민병대는 영국제 브라운 베스(Brown Bess) 머스킷과 61구경 베이커 (Baker) 소총으로 무장하고 있었으나 산타 안나의 진압군에게 1835년에 진압되었고, 그 다음 대상은 텍사스였다.
멕시코 중앙 정부에 반기를 든 다른 주 정부들처럼, 텍사스에서도 1835년 말에 반란을 일으켜, 1836년에는 독립을 선언했다. 같은 해 3월 6일 알라모에서 전투가 벌어져 187~250명의 텍사스 방어군이 죽고, 3월 27일에는 골리아드 학살(Goliad massacre)이 발생해 342명 이상의 텍사스 군과 그 지휘관인 제임스 워커 패닌(James Walker Fannin)이 처형되었다.
그러나 알라모 전투로 인해 샘 휴스턴(Sam Houston) 장군이 시간을 벌었고, 4월 21일 산 하신토(San Jacinto) 전투에서 산타 안나 군을 격파하고 그 다음 날에 산타 안나를 포로로 붙잡았다. 산타 안나는 용기병 사병의 복장을 입고 늪에 숨어있다가 잡혔다.
텍사스 공화국 대통령 대행인 데이비드 G. 버넷(David G. Burnet)과 산타 안나는 벨라스코 협정을 조인하여 텍사스 공화국의 독립을 인정하는 대신, 그 조건으로 산타 안나는 베라크루스로 돌아올 수 있었다. 그러나 산타 안나가 자리를 비운 사이 멕시코 시티에서는 다시 부스타만테가 대통령이 되어 새로운 정부가 구성되었으므로 멕시코 정부는 이 조약을 인정하지 않았다. 그러나 일단 텍사스 공화국과 미국이 합병하지 않는다는 조건으로 전쟁은 멈추게 된다.

### 프랑스의 간섭
1838년에 멕시코는 프랑스에게 재정적 보상을 할 것을 요구받고 있었으나 이를 거절했고, 프랑스에서는 멕시코에 군을 파견한 상태였다. 멕시코 정부에서는 산타 안나에게 전권을 위임하여 프랑스군을 막도록 했으나, 공격은 실패로 돌아갔고 산타 안나는 다리를 절단해야 할 정도의 부상을 입었다. 멕시코는 결국 프랑스의 요구에 굴복하긴 했지만, 산타 안나는 조국을 위해 다리를 바친 영웅으로 칭송받았고, 이 사건을 이용해 정치계에 다시 복귀할 수 있었다.
부스타만테의 대통령 통치가 재앙으로 드러나자, 지지자들은 산타 안나에게 대통령직을 맡을 것을 제안했고 산타 안나는 5번째로 대통령에 취임했다. 당시 멕시코 정부의 상황은 그야말로 막장이었다. 프랑스와의 전쟁으로 국고는 텅 비었고 국민들은 불만에 가득찼다. 거기다가 호세 우레아(José Urrea)와 호세 안토니오 멕시아(José Antonio Mexía) 장군이 반란군을 이끌고 멕시코 시티를 향해 진격해오고 있었다. 산타 안나는 군대를 이끌고 반란군들을 모두 무찔렀다.
이 시기의 산타 안나의 통치는 첫 시기보다 훨씬 더 독재적이었다. 산타 안나에게 반대하는 신문은 폐간되고 반체제 인사들은 수감되었다. 1842년에는 텍사스 원정군을 파견했으나, 소득을 거두지 못했다. 오히려 텍사스 주민들이 미국과 합병하는 게 더 이익이라는 생각을 갖게 만들었다.
재정 확보를 위해 증세를 감행했으나 이는 불만을 불러일으켰고, 여러 주 정부에서 중앙정부와 관계를 끊었다. 유카탄 주와 라레도(Laredo) 주는 독립을 선언해 공화국을 건립했다. 이로 인해 산타 안나는 권좌에서 내려왔고 도망치던 중 베라크루스 주 시코(Xico)에서 원주민 집단에게 사로잡혔다. 마침 사로잡힌 순간 근처 마을의 교회에서 기도시간을 알리는 종이 울렸고 산타 안나를 잡은 원주민들은 감정을 가라앉히고는 정부 당국에 산타 안나를 맡겼다. 약 4개월 간 페로테(Perote) 성에 갇혀 있던 산타 안나는 다행히 목숨은 건졌지만 쿠바로 영구 추방되었다.
그러나 이후 멕시코의 정치는 혼란으로 빠져들었다. 1846년에 되면 이 1년에 대통령이 4번, 전쟁장관이 6번, 재무장관은 16번 바뀌는 막장 상황이 이어졌다. 한편 텍사스 공화국은 약속을 깨고 미국 연방에 가입했으며, 이에 열받은 멕시코는 미국과의 외교 관계를 단절했다. 그러나 미국은 오히려 미국은 전쟁선포 떡밥을 만들기 위해서, 의도적으로 국경에서 집적대면서 충돌을 일부러 일으켰고, 이에 멕시코군이 발끈해 충돌하게 되어 양국이 1846년에 전쟁을 선포함으로써 미국-멕시코 전쟁이 터졌다.

### 붕괴
그러다가 마리아노 파레데스(Mariano Paredes)가 이전의 보수파 정부를 쿠데타로 무너뜨리고 대통령이 되었으며, 그가 연방제를 규정한 1824년 헌법으로 돌아갈 것을 천명함에 따라 멕시코 중앙집권공화국은 종말을 고했고 멕시코 제2연방공화국이 선포되었다.

## 같이 보기
- 유카탄 공화국
- 멕시코-미국 전쟁